# Paulo Tiefenthaler
Paulo Tiefenthaler (Chur, 25 de junho de 1968) é um ator, roteirista e diretor brasileiro criado no Rio de Janeiro.

## Biografia
Paulo Tiefenthaler é brasileiro, nascido na Suíça e tem dupla nacionalidade. Criado desde que nasceu no Rio de Janeiro, cresceu no bairro de Copacabana no Posto 6. Sua mãe era brasileira de Teresópolis (RJ) e seu pai nascido em Zurique (Suíça) era filho de uma paulista com um suíço.
Estudou na Escola Suíço-Brasileira e no Colégio São Paulo, ambas no Rio de Janeiro. Formado em Jornalismo, estudou arte dramática em duas escolas, a CAL (Rio) e na École Florent (Paris, França).
Estudou e trabalhou como fotógrafo, foi cinegrafista, assistente de direção e roteirista na TV Manchete. Como ator, fez pontas em telenovelas da Globo e atuou no teatro, em peças como A alma boa de Setsuan (com direção de Domingos de Oliveira) e O homem proibido (direção de Antônio Abujamra).
A carreira só deslanchou em 2008, quando criou o personagem Paulo de Oliveira, apresentador do programa de culinária Larica Total, do Canal Brasil. O sucesso do programa, eleito melhor humorístico de 2009 pelo júri da Associação Paulista de Críticos de Arte (APCA), levou a convites para outros programas de televisão e para o cinema.
Protagonista em três filmes, A Noite da Virada, O Roubo da Taça e A Mulher do Meu Marido além de protagonizar as séries Terminadores (Band/TNT), Auto-Posto e PERDIDO (Canal Brasil) que ele alem de ator também produziu e assina a Direção Geral.
Em 2016 ganha o prêmio Kikito de Melhor Ator em longa-metragem pelo filme O Roubo da Taça (Pródigo Filmes/Netflix), atualmente online só no Globoplay.
Dirigiu em 2005 o documentário de curta-metragem Jorjão, sobre o mestre de bateria da Mocidade Independente de Padre Miguel, Unidos do Viradouro e Imperatriz Leopoldinense. Em 2011, realizou seu segundo curta, A Peruca de Aquiles.

## Filmografia

### Cinema
| Ano  | Filme                  | Personagem        |
| ---- | ---------------------- | ----------------- |
| 1998 | Orfeu                  |                   |
| 2013 | O Lobo atrás da Porta  | Wander            |
| 2014 | Trinta                 | Fernando Pamplona |
| 2014 | A Noite da Virada      | Duda              |
| 2015 | Mulheres no Poder      | Stefan            |
| 2016 | O Roubo da Taça        | Peralta           |
| 2019 | A Mulher do Meu Marido | Pedro             |
| 2020 | Teocracia em Vertigem  | Pôncio Pilatos    |
| 2021 | Dente por Dente        | Teixeira          |
| 2024 | Saudosa Maloca         | Pereira           |

### Televisão
| Ano(s)  | Programa                        | Personagem           | Nota                                                                | Emissora                |
| ------- | ------------------------------- | -------------------- | ------------------------------------------------------------------- | ----------------------- |
| 1996    | O Rei do Gado                   | Gerente do banco     |                                                                     | TV Globo                |
| 2001    | O Clone                         | Sobreira             |                                                                     | TV Globo                |
| 2008–13 | Larica Total                    | Paulo Oliveira       |                                                                     | Canal Brasil            |
| 2011    | Rockgol                         | Apresentador         |                                                                     | MTV Brasil              |
| 2012    | Suburbia                        | Costa                |                                                                     | TV Globo                |
| 2012    | (fdp)                           | Carvalhosa           |                                                                     | HBO                     |
| 2013    | As Canalhas                     | Luiz Fernando Amaral | Episódio: "Larissa"                                                 | GNT                     |
| 2014    | Amor Veríssimo                  | Vários               |                                                                     | GNT                     |
| 2014    | Dupla Identidade                | Nelson               |                                                                     | TV Globo                |
| 2016    | Terminadores                    | César                |                                                                     | Rede Bandeirantes e TNT |
| 2016    | Décimo Andar                    | Michael              |                                                                     | Canal Brasil            |
| 2016    | Haja Coração                    | Rodrigo Furtado      |                                                                     | TV Globo                |
| 2016    | Bipolar Show                    | Ele mesmo            | Episódio: "Paulo Tiefenthaler"                                      | Canal Brasil            |
| 2017    | Vai que Cola                    | Beócio Nunes         |                                                                     | Multishow               |
| 2018    | Samantha!                       | Flávio Júnior        |                                                                     | Netflix                 |
| 2019    | Coisa Mais Linda                | Nanico               |                                                                     | Netflix                 |
| 2020–23 | Auto Posto                      | Roberval             | Temporadas: 1–2                                                     | Comedy Central Brasil   |
| 2020    | Rocky & Hudson: Os Caubóis Gays | Hudson (voz)         |                                                                     | Canal Brasil            |
| 2022    | Nada Suspeitos                  | Jorginho             |                                                                     | Netflix                 |
| 2023    | Travessia                       | José Mário (Zezinho) |                                                                     | TV Globo                |
| 2023    | Ritmo de Natal                  | Mc Barbatana         | Telefilme                                                           | TV Globo                |
| 2024    | Família É Tudo                  | Pedro Mancini        | Capítulos: "1"; "9"; "20"; "22–23"; "26"; "35–36; "47" (flashbacks) | TV Globo                |